# Louise von Plessen

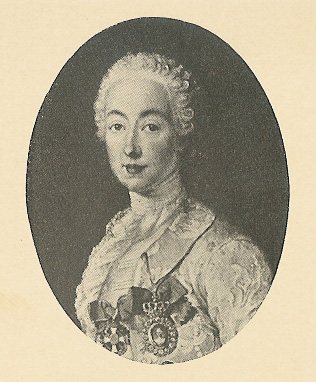
Louise von Plessen.

Louise von Plessen, född 1725, död 1799, var en dansk hovdam och memoarskrivare.

## Tidigt liv
Louise von Plessen var dotter till greve Christian August von Berckentin (1694–1758) och Susanna Margrethe von Boineburg zu Honstein (1697–1732). Hon var hovdam hos drottning Sofia Magdalena 1741–1744, och gifte sig 1744 med Christian Sigfred Scheel von Plessen. Enligt Dorothea Biehl utövade hon samma dominans över maken som Sofia Magdalena gjorde över kungen under sitt äktenskap, och „hendes tyranniske Aag saa utaaleligt, at Græmmelsen over det endte hans Liv i en meget kort Tid." Hon beskrivs som begåvad och intelligent och utvecklade sitt intellekt genom självstudier, men också som mycket högfärdig och självrättfärdig och med en tendens att betrakta sig som moraliskt överlägsen på grund av sin dygd, dock med en förmåga att göra sig omtyckt när hon fann det värt mödan.

## Överhovmästarinna
I augusti 1766 utnämndes hon till överhovmästarinna åt Danmarks nya drottning, Caroline Mathilde av Storbritannien, som genast tydde sig till henne efter sin ankomst till Danmark: det sades att redan vid ankomsten till huvudstaden var drottningen så förtjust i henne att hon inte kände behov av någon annan. Hon visade henne Köpenhamns sevärdheter, så som biblioteket, fabrikerna och akademierna, men tros också bära skulden till att Caroline Matilda inte lärde sig vare sig danska eller tyska. Hon såg till att samtliga drottningens hovdamer var danska, med undantag av Elisabet von Eyben.
Louise von Plessen ogillade kungens umgänge och ska ha isolerat Caroline Mathilde från kungen, något som ska ha bidragit till avståndet mellan paret. Redan vid Caroline Mathildes ankomst ska von Plessen ha övertalat henne om nödvändigheten att inte visa sig tillgänglig för kungen, utan snarare visa sig distant och tvinga honom att uppvakta henne, eftersom detta skulle göra att hon fick inflytande över honom snarare än att förvandlas till en slags mätress. På detta sätt skulle Caroline Mathilde få samma inflytande över kungen som drottning Sofia Magdalena hade haft över sin kung. Hon uppges ha blivit upprörd när kungen, efter att ha välkomnat Caroline Mathilde i Roskilde, reste vidare med henne i samma vagn. 
I Köpenhamn ska kungen efter bröllopet om kvällarna ha sänt bud för att höra om drottningen var redo att ta mot honom ensam, men Louise von Plessen hade då bedömt detta som en oförskämd grovhet och varje gång svarat att ett besök var olägligt. Vid flera tillfällen, när kungen ändå kom dit, gick han igen sedan drottningen uppehölls av von Plessen i till exempel ett kortspel. Allt detta gjorde att makarna länge inte fullbordade sitt äktenskap och kungen lade skulden på von Plessen för makans otillgänglighet. När von Plessen råddes av kabinettssekreteraren att inte lägga sig i kungaparets sexliv, vägrade hon att ta varning med hänvisning till sedligheten. Enligt kungens spioner underrättade hon Caroline Mathilde om alla kungens sexuella erfarenheter och misstag både före och under äktenskapet, och kritiserade också de kvinnor vid hovet hon ansåg ha bristande moral, samt kungens favorit Holck, som hon försökte få förvisad från hovet.
Louise von Plessens privata salong vid hovet blev också en mötesplats för oppositionen mot kungens gunstlingar, och två gånger i veckan samlades ministrar och äldre hovmän hos henne efter den kungliga taffeln för att beklaga sig över kungens gunstlingar.
I mars 1768 avskedades hon från sin tjänst. Hon hade före sitt avskedande yttrat sig skarpt till kungen angående den enligt henne för stora hänsyn som togs till Ryssland och dess sändebud von Saldern i Holstein-frågan. Vid denna tidpunkt var hon ogillad vid hovet för sina pikar, sin omvittnade prydhet och sin makt över drottningen, men länge vågade man inte avskeda henne för Caroline Mathildes skull. Efter tronföljarens födsel fick hon plötsligt meddelande från Adam Gottlob Moltke om att lämna hovet inom sex timmar utan att säga farväl till drottningen, som ännu sov, och som via brev som lämnades fram av Bernstorff meddelades att kungen hade avskedat von Plessen på grund av att denna fjärmat makarna från varandra. von Plessen ska ha försökt träffa drottningen ändå, men inte lyckats. Caroline Mathilde ska ha sagt att hon velat lämna slottet med von Plessen och svurit att hämnas på alla som varit iblandade i avskedet.

## Exil
von Plessen bosatte sig först på sin egendom Kokkedal, men tvingades en vecka senare lämna landet. Hon bosatte sig då på sin egendom i Celle.
Under kungens utlandsresa 1768–1869 och besök i England, bad hans svärmor Augusta, på Caroline Mathildes önskan, honom offentligt under en middag om att låta von Plessen återinträda i tjänst. Han svarade då att han hade avgett en helig ed att aldrig göra detta, men om drottningen föredrog von Plessens sällskap framför hans fick han finna sig i det. Augusta ska då ha rått sin dotter att visa sig vänligare mot honom. von Plessen återgick inte i tjänst, men mottog Mathildeordenen 1771. När Caroline Mathilde förvisades till Celle 1772 ska hon ha återsett von Plessen, men endast en enda gång. Hon träffade Caroline Mathildes dotter Louise Augusta vid ett tillfälle.
Louise von Plessen utgav sina memoarer från tiden vid det danska hovet: Mémoire de la cour de Danemark.